# Карл Ернст фон Саксония-Кобург-Заалфелд
Карл Ернст фон Саксония-Кобург-Заалфелд (на немски: Karl Ernst von Sachsen--Coburg-Saalfeld; * 12 септември 1692 в Заалфелд; † 30 декември 1720 в Кремона) от рода на Ернестинските Ветини е принц на Саксония-Кобург-Заалфелд.
Той е вторият син на херцог Йохан Ернст фон Саксония-Кобург-Заалфелд (1658 – 1729) и втората му съпруга Шарлота Йохана фон Валдек-Вилдунген (1664 – 1699), дъщеря на граф Йосиас II фон Валдек-Вилдунген. Брат е на Вилхелм Фридрих (1691 – 1720) и Франц Йосиас (1697 – 1764), херцог на Саксония-Кобург-Заалфелд. По-малък полубрат е на Христиан Ернст (1683 – 1745), херцог на Саксония-Кобург-Заалфелд.
Карл Ернст умира неженен на 30 декември 1720 г. в Кремона, Италия на 28 години и е погребан в Заалфелд.